# デイビッド・ベイツ
デイビッド・ベイツ（David Bates、1996年10月5日 - ）はスコットランドのサッカー選手。ポジションはディフェンダー。アバディーンFC所属。

## 経歴
スコティッシュ・チャンピオンシップに所属しているライス・ローヴァーズFCのトップチームに2013年に昇格。
2015年1月、スコテッィシュ・リーグ2のイースト・スターリングシャーFCに期限付き移籍。
2016年8月5日、レンジャーズFCに2017年1月までの期限付き移籍をする。期限付き移籍終了後にレンジャーズに買い取られると、2017年4月6日のキルマーノックFC戦でスコティッシュ・プレミアシップに初出場を果たした。
2018年4月12日、ハンブルガーSVが4年契約で獲得したと発表した。同年夏に合流すると、リック・ファン・ドロンヘレンとCBを結成してチームに定着した。
2019年8月、シェフィールド・ウェンズデイFCへレンタル移籍。
2020年8月7日、サークル・ブルッヘへレンタル移籍。
2021年8月、アバディーンFCに3年契約で移籍。